# Колядин
Коля́дин (Колядський, Колядсько-Онопрієвський) — село в Чернігівській області України. За адміністративним поділом до липня 2020 року село входило до Талалаївського району, а після укрупнення районів входить до Прилуцького району. Входить до складу Талалаївської селищної громади. Розташоване на лівому березі річки Лисогір, за 18 км від залізничної станції Талалаївки і за 3 км від села Березівки. Населення — 37 осіб, площа — 5,04 км².

## Історія
Село, як хутір без назви, вперше згадується під 1869 роком. Входив до складу до Прилуцького повіту Полтавської губернії.
1886 року в хуторі Колядському налічувалось 13 дворів козаків, 14 хат, 78 жителів. Входив до Березівської волості 2-го стану. За 1 версту від нього містився хутір Онопрієв, в якому 1886 року було 2 двори козаків, 3 хати, 14 жителів. До 1908 року обидва хутори згадуються в історичних джерелах окремо (Колядський — 28 жителів, Онопрієв — 61 житель), в тому числі на мапі Роменської округи 1925 р., 1910 року — вже разом під назваю хутір Колядсько-Онопрієвський: 17 господарств, з них козаків — 16, селян — 1, налічувалось 98 жителів, у тому числі 4 ткачі, 1 візник, 5 поденників, 4 займалися іншими неземлеробськими заняттями, все інше доросле населення займалося землеробством. Було 104 десятини придатної землі.
У 1911 році на хуторі Онопрієв жило 100 осіб (44 чоловічої та 46 жиночої статі)
З приходом радянської влади, у 1923 року село відійшло до Березівського району Роменської округи УСРР.

### В складі України
З 1991 року село у складі України. У 1996 році в селі було 20 дворів, мешкало 39 жителів.
До 2020 року було підпорядковане Березівській сільській раді.